# Brescia Calcio 2018-2019
Questa voce raccoglie le informazioni riguardanti il Brescia Calcio nelle competizioni ufficiali della stagione 2018-2019.

## Stagione
Il nuovo allenatore con cui il Brescia comincia la stagione è David Suazo. Cellino punta la Serie A: i principali innesti sono il portiere Enrico Alfonso dal Cittadella , il terzino destro Stefano Sabelli dal Bari , il difensore Simone Romagnoli dall'Empoli con la formula del prestito , il terzino sinistro Aleš Matějů dal Brighton sempre con la formula del prestito , il trequartista Leonardo Morosini che torna a Brescia dal Genoa  e la punta Alfredo Donnarumma , reduce da una prolifica annata con l'Empoli.
La squadra viene eliminata al terzo turno di Coppa Italia dal Novara, dopo avere battuto ed eliminato la Pro Vercelli al secondo turno. Dopo la terza giornata di campionato, Suazo viene esonerato e al suo posto viene ingaggiato Eugenio Corini ma anche col nuovo mister la squadra non vola e, dopo al pari col Carpi, batte il Palermo  per poi venire recuperata dal Crotone al 95' in una partita terminata col risultato di 2-2. Nelle prime 6 partite il Brescia ha totalizzato 7 punti, tuttavia, a partire dal successo in rimonta per 4-1 sul Padova con una tripletta di Donnarumma e le Rondinelle che riescono a segnare 4 reti in 30 minuti, un record, la squadra inizia a salire in classifica.
A dicembre, il Brescia trova, per tre partite consecutive, il risultato finale nel recupero: prima il 2-1 sul Lecce, diretto concorrente, grazie alla rete di Gastaldello al 92' minuto, poi l'1-1 di Bisoli al 93' con l'Ascoli e infine il 3-2 di Ndoj nel derby con la Cremonese al 90'. Questi risultati portano il Brescia in zona promozione diretta e a lottare per il primo posto. La squadra termina il girone d'andata al secondo posto con 32 punti, mantenendo l'imbattibilità interna. Nel mercato di Gennaio, la società punta soprattutto a sfoltire la squadra, tuttavia arrivano il terzino sinistro Bruno Martella del Crotone, il centrocampista Daniele Dessena dal Cagliari e la punta Alejandro Rodríguez dall'Empoli con la formula del prestito.
Alla 21ª giornata, il Brescia ha l'occasione di guadagnarsi la vetta della classifica con lo Spezia, il quale si porta in vantaggio per quattro volte e quattro volte viene recuperato: un gol da fuori area di Sandro Tonali e tre reti di Alfredo Donnarumma tuttavia non bastano per la vittoria e le Rondinelle sono costrette ad aspettare. Nella giornata seguente, dopo la vittoria per 5-1 sul campo del Pescara, il Brescia conquista la vetta della classifica. Alla 27ª giornata il Brescia perderà l'imbattibilità interna perdendo col Cittadella, ma riuscirà a mantenere il primo posto in classifica fino al termine della stagione. La promozione matematica in serie A viene ottenuta alla 36ª giornata, con due turni d'anticipo sulla fine del torneo, dopo la vittoria in casa contro l'Ascoli per 1-0.
Al termine dell'ultima gara di campionato, il Brescia ha ricevuto per la prima volta la Coppa Ali della Vittoria quale vincitore del torneo, il quarto conquistato nella propria storia. Il Brescia chiude così il campionato al primo posto con 67 punti, uno in più del Lecce secondo, frutto di 15 vittorie, 13 pareggi e 5 sconfitte . L'attaccante del Brescia Alfredo Donnarumma si laurea miglior marcatore del torneo con 25 reti segnate. Da segnalare anche le 12 reti realizzate da Ernesto Torregrossa , il quale è inoltre riuscito a servire 7 assist per i compagni durante il torneo . Si è inoltre, durante la stagione, messo in mostra il talento Sandro Tonali, che ha messo a frutto 3 gol e 7 assist .

## Divise e sponsor
Lo sponsor tecnico per la stagione 2018-2019 è Acerbis, mentre gli sponsor ufficiali sono Ubi Banco di Brescia e OMR (nel retro sotto la numerazione). Da questa stagione compare sulle maglie il nuovo stemma adottato dal club nel novembre del 2017, consistente in un design stilizzato bianco e blu che combina il simbolo civico del leone al simbolo del club, ovvero lo scaglione rovesciato; in capo al disegno appare la sigla BSFC, abbreviazione di Brescia Football Club. Inoltre il Brescia è l'unica squadra del campionato cadetto a non avere sulle maglie i due nuovi sponsor istituzionali unici per tutta la Serie B: Unibet come Top Sponsor posteriore e "Facile ristrutturare" sulla manica sinistra come patch.
| Casa | Trasferta | Terza divisa | Portiere |

## Organigramma societario
Area direttiva
- Presidente: Massimo Cellino
- Consiglieri: Edoardo Cellino, Giampiero Rampinelli Rota, Aldo Ghirardi, Nicolò Pio Barattieri Di San Pietro, Daniel Arty
- Direttore generale: Francesco Marroccu

Area organizzativa
- Team manager: Edoardo Piovani

Area tecnica
- Direttore sportivo: Francesco Marroccu
- Allenatore: David Suazo (1ª-3ª), Eugenio Corini[1] (4ª-38ª)
- Allenatore in seconda: Cesare Beggi (1ª-2ª), Valeriano Recchi[2] (3ª), Salvatore Lanna (4ª-38ª)
- Preparatore atletico: Marco Barbieri (1ª-3ª), Salvatore Sciuto (4ª-38ª)
- Preparatore dei portieri: Vlada Avramov (1ª-3ª), Alessandro Vitrani (4ª-38ª)

Area sanitaria
- Responsabile: Maurizio De Gasperi
- Medico sociale: Piergiuseppe Belotti
- Massaggiatori: Francesco Todde, Gabriele Crescini, Michele Buffoli

## Rosa
| N. |                       | Ruolo | Calciatore                     |
| -- | --------------------- | ----- | ------------------------------ |
| 1  | Italia (bandiera)     | P     | Enrico Alfonso                 |
| 2  | Italia (bandiera)     | D     | Stefano Sabelli                |
| 3  | Rep. Ceca (bandiera)  | D     | Aleš Matějů                    |
| 4  | Italia (bandiera)     | C     | Sandro Tonali                  |
| 5  | Italia (bandiera)     | D     | Daniele Gastaldello (capitano) |
| 6  | Albania (bandiera)    | C     | Emanuele Ndoj                  |
| 7  | Slovacchia (bandiera) | A     | Nikolas Špalek                 |
| 8  | Svizzera (bandiera)   | C     | Alessandro Martinelli          |
| 9  | Italia (bandiera)     | A     | Alfredo Donnarumma             |
| 11 | Italia (bandiera)     | A     | Ernesto Torregrossa            |
| 12 | Italia (bandiera)     | P     | Paolo Bastianello              |
| 14 | Italia (bandiera)     | C     | Jacopo Dall'Oglio              |
| 15 | Italia (bandiera)     | D     | Andrea Cistana                 |
| 16 | Brasile (bandiera)    | D     | Felipe Curcio                  |

| N. |                   | Ruolo | Calciatore          |
| -- | ----------------- | ----- | ------------------- |
| 18 | Italia (bandiera) | D     | Simone Romagnoli    |
| 19 | Italia (bandiera) | D     | Edoardo Lancini     |
| 20 | Spagna (bandiera) | A     | Alejandro Rodríguez |
| 21 | Italia (bandiera) | A     | Matteo Cortesi      |
| 22 | Italia (bandiera) | P     | Lorenzo Andrenacci  |
| 23 | Italia (bandiera) | A     | Leonardo Morosini   |
| 24 | Italia (bandiera) | C     | Mattia Viviani      |
| 25 | Italia (bandiera) | C     | Dimitri Bisoli      |
| 26 | Italia (bandiera) | D     | Bruno Martella      |
| 27 | Italia (bandiera) | C     | Daniele Dessena     |
| 29 | Italia (bandiera) | D     | Alessandro Semprini |
| 31 | Italia (bandiera) | D     | Luigi Carillo       |
| 32 | Italia (bandiera) | C     | Luca Tremolada      |

## Calciomercato

### Sessione estiva(dal 01/07 al 31/08)
| Acquisti | Acquisti            | Acquisti       | Acquisti                   |
| R.       | Nome                | da             | Modalità                   |
| -------- | ------------------- | -------------- | -------------------------- |
| A        | Franco Ferrari      | Genoa          | prestito                   |
| P        | Enrico Alfonso      | Cittadella     | definitivo                 |
| A        | Alfredo Donnarumma  | Empoli         | definitivo (1,7 milioni €) |
| A        | Leonardo Morosini   | Genoa          | definitivo (1 milione €)   |
| C        | Luca Tremolada      | Entella        | prestito                   |
| D        | Aleš Matějů         | Brighton       | prestito                   |
| D        | Ivan Rondanini      | Siena          | definitivo                 |
| A        | Luca Miracoli       | Sambenedettese | definitivo                 |
| D        | Stefano Sabelli     | Bari           | definitivo (500 mila €)    |
| D        | Andrea Cistana      | Prato          | fine prestito              |
| D        | Alessandro Semprini | Arezzo         | fine prestito              |
| D        | Simone Romagnoli    | Empoli         | prestito                   |

| Cessioni | Cessioni                | Cessioni      | Cessioni      |
| R.       | Nome                    | a             | Modalità      |
| -------- | ----------------------- | ------------- | ------------- |
| D        | Tommaso Cancellotti     | Cittadella    | definitivo    |
| A        | Andrea Caracciolo       | Feralpisalò   | definitivo    |
| P        | Riccardo Gagno          | Ternana       | prestito      |
| A        | Orji Okwonkwo           | Bologna       | fine prestito |
| C        | Carlos Embalo           | Palermo       | fine prestito |
| D        | Dīmītrīs Kōnstantinidīs | PAOK          | fine prestito |
| D        | Terence Baya            | Avranches     | definitivo    |
| D        | Nicola Lancini          | Virtus Verona | prestito      |
| D        | Michele Somma           | Bari          | definitivo    |
| C        | Federico Furlan         | Bari          | fine prestito |
| C        | Rigoberto Rivas         | Inter         | fine prestito |
| C        | Mauro Coppolaro         | Udinese       | fine prestito |
| D        | Ricardo Bagadur         | -             | svincolato    |
| D        | Massimiliano Mangraviti | Pro Piacenza  | prestito      |
| A        | Lautaro Rinaldi         | -             | svincolato    |
| D        | Biagio Meccariello      | Lecce         | prestito      |
| A        | Alexis Ferrante         | Pescara       | definitivo    |

### Sessione invernale(dal 03/01 al 31/01)
| Acquisti | Acquisti                | Acquisti     | Acquisti      |
| R.       | Nome                    | da           | Modalità      |
| -------- | ----------------------- | ------------ | ------------- |
| D        | Massimiliano Mangraviti | Pro Piacenza | fine prestito |
| C        | Daniele Dessena         | Cagliari     | definitivo    |
| A        | Alejandro Rodríguez     | Chievo       | prestito      |
| D        | Bruno Martella          | Crotone      | prestito      |

| Cessioni | Cessioni                | Cessioni       | Cessioni   |
| R.       | Nome                    | a              | Modalità   |
| -------- | ----------------------- | -------------- | ---------- |
| P        | Stefano Minelli         | Padova         | definitivo |
| D        | Alessandro Longhi       | Padova         | definitivo |
| D        | Massimiliano Mangraviti | Gozzano        | prestito   |
| A        | Franco Ferrari          | Piacenza       | definitivo |
| D        | Ivan Rondanini          | Cremonese      | definitivo |
| A        | Luca Miracoli           | Sicula Leonzio | prestito   |
| D        | Alessandro Milesi       | Sicula Leonzio | definitivo |

## Risultati

### Serie B

#### Girone di andata
| Arbitro: | Pezzuto (Lecce) |

|            |           |                   |
| Bisoli 43’ | Marcatori | 90+4’ (rig.) Vido |

| Arbitro: | Massimi (Termoli) |

|                           |           |                               |
| Pierini 7’, 17’ Gyasi 74’ | Marcatori | 1’ A. Donnarumma 20’ Morosini |

| Arbitro: | Serra (Torino) |

|              |           |                |
| Morosini 81’ | Marcatori | 88’ Monachello |

| Arbitro: | Piscopo (Imperia) |

|               |           |                       |
| Arrighini 28’ | Marcatori | 13’ (aut.) Frascatore |

| Arbitro: | Piccinini (Forlì) |

|                        |           |           |
| A. Donnarumma 27’, 29’ | Marcatori | 85’ Moreo |

| Arbitro: | Marinelli (Tivoli) |

|                           |           |                                         |
| Budimir 55’, 90+5’ (rig.) | Marcatori | 11’ (rig.) A. Donnarumma 71’ Dall'Oglio |

| Arbitro: | Rapuano (Rimini) |

|                                                  |           |                 |
| Tremolada 60’ A. Donnarumma 70’, 88’, 84’ (rig.) | Marcatori | 18’ Cappelletti |

| Arbitro: | Illuzzi (Molfetta) |

|                           |           |                   |
| Finotto 13’ Strizzolo 34’ | Marcatori | 50’, 69’ Morosini |

| Arbitro: | Prontera (Bologna) |

|                 |           |  |
| Torregrossa 66’ | Marcatori |  |

| 31 ottobre 2018 10ª giornata |  | – Turno di riposo Brescia |  |  |

| Arbitro: | Marini (Roma) |

|                     |           |                               |
| Mazzeo 6’ Gerbo 52’ | Marcatori | 14’ Torregrossa 82’ Tremolada |

| Arbitro: | Ghersini (Genova) |

|                                                   |           |                                 |
| A. Donnarumma 38’, 56’ Tonali 44’ Torregrossa 69’ | Marcatori | 51’ Ant. Caracciolo 80’ Pazzini |

| Arbitro: | Pillitteri (Palermo) |

|                     |           |                     |
| Di Mariano 14’, 37’ | Marcatori | 90+2’ A. Donnarumma |

| Arbitro: | Minelli (Varese) |

|                      |           |  |
| Torregrossa 35’, 57’ | Marcatori |  |

| Arbitro: | Piscopo (Imperia) |

|                |           |                           |
| Di Tacchio 90’ | Marcatori | 5’, 9’, 32’ A. Donnarumma |

| Arbitro: | Fourneau (Roma) |

|                                     |           |               |
| A. Donnarumma 49’ Gastaldello 90+2’ | Marcatori | 25’ La Mantia |

| Arbitro: | Nasca (Bari) |

|             |           |              |
| Rosseti 75’ | Marcatori | 90+3’ Bisoli |

| Arbitro: | Maggioni (Lecco) |

|                                |           |                         |
| Špalek 22’ Bisoli 42’ Ndoj 90’ | Marcatori | 53’, 78’ (rig.) Piccolo |

| Arbitro: | Rapuano (Rimini) |

|                    |           |                 |
| Cistana 79’ (aut.) | Marcatori | 73’ Torregrossa |

#### Girone di ritorno
| Arbitro: | Giua (Olbia) |

|  |           |                                  |
|  | Marcatori | 4’ Torregrossa 75’ A. Donnarumma |

| Arbitro: | Di Paolo (Avezzano) |

|                                                 |           |                                             |
| Tonali 23’ A. Donnarumma 45+2’, 55’, 77’ (rig.) | Marcatori | 1’ Mora 41’, 48’ Bidaoui 64’ (rig.) Okereke |

| Arbitro: | Aureliano (Bologna) |

|                |           |                                                                                 |
| Monachello 58’ | Marcatori | 20’ (rig.) A. Donnarumma 32’ Romagnoli 38’ Bisoli 90+4’, 56’ (rig.) Torregrossa |

| Arbitro: | Illuzzi (Molfetta) |

|                                          |           |             |
| A. Donnarumma 18’ (rig.), 90+1’ Ndoj 37’ | Marcatori | 22’ Rolando |

| Arbitro: | Sacchi (Macerata) |

|                 |           |                 |
| Nestorovski 79’ | Marcatori | 90+2’ Tremolada |

| Arbitro: | Ros (Pordenone) |

|                                       |           |  |
| Molina 79’ (aut.) A. Donnarumma 90+4’ | Marcatori |  |

| Arbitro: | Baroni (Firenze) |

|              |           |          |
| Mazzocco 57’ | Marcatori | 77’ Ndoj |

| Arbitro: | Ghersini (Genova) |

|  |           |             |
|  | Marcatori | 11’ Finotto |

| Arbitro: | Dionisi (L'Aquila) |

|                         |           |                                                  |
| Bruccini 18’ Embalo 27’ | Marcatori | 53’ Špalek 75’ (rig.) A. Donnarumma 90+4’ Bisoli |

| 17 marzo 2019 29ª giornata |  | – Turno di riposo Brescia |  |  |

| Arbitro: | Minelli (Varese) |

|                                |           |           |
| Martella 32’ A. Donnarumma 65’ | Marcatori | 5’ Galano |

| Arbitro: | Fourneau (Roma) |

|                  |           |                              |
| Faraoni 14’, 60’ | Marcatori | 19’ Torregrossa 43’ Martella |

| Arbitro: | Massimi (Termoli) |

|                            |           |  |
| Torregrossa 44’ Tonali 80’ | Marcatori |  |

| Arbitro: | Marinelli (Tivoli) |

|  |           |               |
|  | Marcatori | 89’ Romagnoli |

| Arbitro: | Pezzuto (Lecce) |

|                                                       |           |  |
| Tremolada 3’ Torregrossa 37’ A. Donnarumma 59’ (rig.) | Marcatori |  |

| Arbitro: | Piccinini (Forlì) |

|               |           |  |
| Tabanelli 80’ | Marcatori |  |

| Arbitro: | Baroni (Firenze) |

|             |           |  |
| Dessena 36’ | Marcatori |  |

| Cremona 4 maggio 2019, ore 15,00 CEST 37ª giornata | Cremonese    | 0 – 0 referto | Brescia | Stadio Giovanni Zini (11 840 spett.)\| Arbitro: \| Nasca (Bari) \| |
| Arbitro:                                           | Nasca (Bari) |               |         |                                                                    |

| Arbitro: | Pillitteri (Palermo) |

|                                |           |                                   |
| Di Chiara 4’ (aut.) Bisoli 30’ | Marcatori | 9’, 52’ Armenteros 36’ R. Insigne |

### Coppa Italia

#### Secondo turno
| Arbitro: | Minelli (Varese) |

|                                 |                      |                         |
| A. Donnarumma 47’               | Marcatori            | 90+3’ Berra             |
| Torregrossa Sabelli Curcio Ndoj | Tiri di rigore 4 – 1 | Mammarella Polidori Mal |

#### Terzo turno
| Arbitro: | Piccinini (Forlì) |

|                                                |                      |                                           |
| A. Donnarumma 10’ Torregrossa 58’ (rig.)       | Marcatori            | 70’ (rig.) N. Schiavi 80’ Sciaudone       |
| Morosini Gastaldello A. Donnarumma Curcio Ndoj | Tiri di rigore 4 – 5 | Visconti Sciaudone Maniero Ronaldo Simeri |

## Statistiche

### Statistiche di squadra
| Competizione | Punti | In casa | In casa | In casa | In casa | In casa | In casa | In trasferta | In trasferta | In trasferta | In trasferta | In trasferta | In trasferta | Totale | Totale | Totale | Totale | Totale | Totale | DR  |
| Competizione | Punti | G       | V       | N       | P       | Gf      | Gs      | G            | V            | N            | P            | Gf           | Gs           | G      | V      | N      | P      | Gf     | Gs     | DR  |
| ------------ | ----- | ------- | ------- | ------- | ------- | ------- | ------- | ------------ | ------------ | ------------ | ------------ | ------------ | ------------ | ------ | ------ | ------ | ------ | ------ | ------ | --- |
| Serie B      | 67    | 19      | 13      | 3       | 3       | 39      | 19      | 18           | 5            | 10           | 3            | 30           | 23           | 36     | 18     | 13     | 5      | 69     | 42     | +27 |
| Coppa Italia |       | 2       | 0       | 2       | 0       | 3       | 3       | -            | -            | -            | -            | -            | -            | 2      | 0      | 2      | 0      | 3      | 3      | 0   |
| Totale       |       | 21      | 13      | 5       | 3       | 42      | 22      | 18           | 5            | 10           | 3            | 30           | 23           | 38     | 18     | 15     | 5      | 72     | 45     | +27 |

### Andamento in campionato
| Giornata  | 1 | 2  | 3  | 4  | 5 | 6  | 7 | 8 | 9 | 10 | 11 | 12 | 13 | 14 | 15 | 16 | 17 | 18 | 19 | 20 | 21 | 22 | 23 | 24 | 25 | 26 | 27 | 28 | 29 | 30 | 31 | 32 | 33 | 34 | 35 | 36 | 37 | 38 |
| --------- | - | -- | -- | -- | - | -- | - | - | - | -- | -- | -- | -- | -- | -- | -- | -- | -- | -- | -- | -- | -- | -- | -- | -- | -- | -- | -- | -- | -- | -- | -- | -- | -- | -- | -- | -- | -- |
| Luogo     | C | T  | C  | T  | C | T  | C | T | C | R  | T  | C  | T  | C  | T  | C  | T  | C  | T  | T  | C  | T  | C  | T  | C  | T  | C  | T  | R  | C  | T  | C  | T  | C  | T  | C  | T  | C  |
| Risultato | N | P  | N  | N  | V | N  | V | N | V | -  | N  | V  | P  | V  | V  | V  | N  | V  | N  | V  | N  | V  | V  | N  | V  | N  | P  | V  | -  | V  | N  | V  | V  | V  | P  | V  | N  | P  |
| Posizione | 5 | 14 | 14 | 14 | 7 | 10 | 7 | 6 | 6 | 7  | 8  | 6  | 8  | 5  | 4  | 2  | 3  | 2  | 2  | 2  | 2  | 1  | 1  | 1  | 1  | 1  | 1  | 1  | 1  | 1  | 1  | 1  | 1  | 1  | 1  | 1  | 1  | 1  |

Legenda:

Luogo: C = Casa; T = Trasferta. Risultato: V = Vittoria; N = Pareggio; P = Sconfitta. R = Riposo